# Universidad de Coventry
La Universidad de Coventry (en inglés: Coventry University), es una universidad emplazada en la ciudad británica de Coventry. Originalmente llamada Politécnico de Coventry (Coventry Polytechnic), cambió su nombre por el actual tras la Ley de Educación Superior de 1992 (Further and Highter Education Act of 1992). Sin embargo, sus orígenes se remontan a 1843 con la Escuela de Diseño de Coventry (Coventry College of Design). Desde entonces la institución ha experimentado muchos cambios y la universidad ha hecho grandes avances en su desarrollo como institución, particularmente en los últimos diez años.
El campus principal, en expansión, se encuentra situado en la zona oriental del centro urbano de Coventry y presume de una de las más innovativas bibliotecas universitarias del Reino Unido, con un edificio de apariencia singular. Esta universidad destaca particularmente en sus renombrados cursos en ingeniería y diseño de automóviles así como por ofrecer el primer programa en Administración de desastres en el Reino Unido.

## Historia
La Universidad de Coventry tiene una larga tradición como institución educativa. Sus raíces se remontan ya a 1943 con la Escuela de Diseño de Coventry. Fue en 1970 cuando la Escuela de Arte de Coventry (Coventry College of Art) se fusionó con la Escuela Lanchester de Tecnología (Lanchester College of Technology) y el Colegio Rugby de Tecnología de Ingeniería (Rugby College of Engineering Technology). La institución que resultó fue el llamado Politécnico de Lanchester en honor al pionero en la industria automotriz natural de las Midlands, Frederick Lanchester . En 1987 se cambió el nombre por el de Politécnico de Coventry y en 1992 adoptó la denominación de Universidad de Coventry.

### Cronología
- 1843 Coventry College of Design
- 1979 Lanchester Polytechnic (tras la fusión de la Coventry College of Art, la Lanchester College of Technology y la Rugby College of Engineering Technology)
- 1987 Coventry Polytechnic
- 1992 Coventry University

Entre 1970 y 1987 el nombre de la institución (entonces Lanchester Polytechnic) causaba cierto grado de confusión cuando ocasionalmente era confundido con el Politécnico de Mánchester (Manchester Polytechnic) y la Universidad de Lancaster (Lancaster University), además de porque hay una pueblo en Durham llamado Lanchester.

## Logotipo

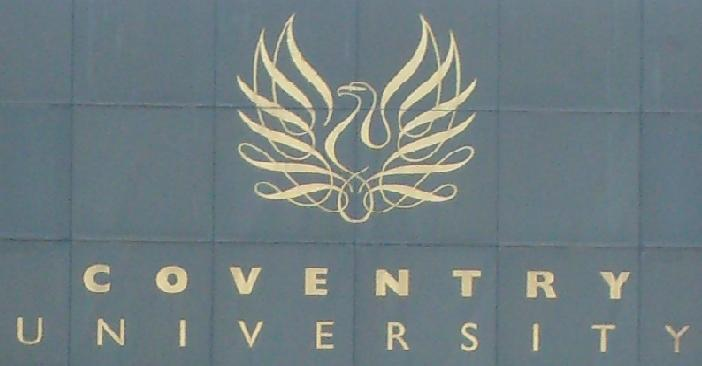
Logotipo de la Universidad de Coventry con el fénix mirando hacia la izquierda.

El logotipo de la universidad representa a un fénix, un pájaro mitológico con espléndido plumaje que supuestamente vive en el desierto árabe. Su carácter legendario se debe a ser único en su especie y a que vivió durante cinco o seis siglos, tras lo cual se quemaba a sí mismo hasta morir en una pira funeraria de ramitas aromáticas encendidas por el sol y avivadas por sus propias alas. Resurgió de las cenizas con renovada juventud para vivir durante otro ciclo. Tal símbolo es un recuerdo apropiado de la manera en la que la ciudad de Coventry se auto-reconstruyó tras ser arrasada durante la Segunda Guerra Mundial. Es un símbolo con el que la Universidad de Coventry se enorgullece de ser asociada y por haberlo adoptado como propio. 
En el verano de 2006 el símbolo fue volteado en su eje vertical para retratar la cabeza del fénix mirando hacia la derecha. La razón de esta decisión fue el deseo de retratar la universidad mirando hacia el frente en vez de hacia atrás. Casi todas las señales en los edificios del campus fueron retiradas y reemplazadas con nuevos modelos de acero inoxidable en los que el fénix miraba hacia la derecha. Podemos encontrar el anterior diseño del logo en la fachada del edificio Alan Berry, ya que su reproducción antecede a la revisión del logo.

## Campus

### Nombre de los edificios
Los edificios de las facultades de la Universidad de Coventry tienen nombres de personalidades de la localidad o de la región. Se pueden encontrar los siguientes edificios:
- Ellen Terry, la famosa actriz shakespiriana del siglo XIX.
- George Eliot, pseudónimo de Mary Ann Evans, novelista, cítica y poeta del siglo XIX.
- Graham Sutherland, pintor e impresor.
- Richard Crossman, periodista político y político.
- Sir Frank Whittle, inventor y pionero del 'jet engine'.
- John Laing, famoso ingeniero.
- William Morris, fundador de la Morris Motor Company.
- Robert Low
- Jaguar
- Charles Ward
- Sir William Lyons, cofundador en 1922 de la Swallow Sidecar Company, constructor de sidecars, que se convirtió en Jaguar Limited
- James Starley, inventor y 'Padre de la industria de bicicletas'.
- Maurice Foss
- Frederick Lanchester, importante ingeniero.

## Unión de estudiantes
- Datos: Q1138080
- Multimedia: Coventry University / Q1138080